# Space Shot (Walibi Holland)
Space Shot is een vrije val-attractie die onder andere gebouwd is in Walibi Holland, Biddinghuizen in 1998 door S&S Power, en Stork Limburg.
De inzittenden worden omhoog geschoten door een lanceersysteem. Dit brengt ze tot ongeveer zestig meter hoog. Hierna vallen de bezoekers weer naar de grond.
Space Shot kent – zoals vele populaire attracties in Walibi Holland – een single rider line, waarin men kan plaatsnemen om lege plaatsen in de attractie op te vullen. Doorgaans is de wachttijd hier kort, omdat de meeste bezoekers in twee- of viertallen komen: Er zijn drie zitjes per kant
De ritduur is zeer kort: circa 90 seconden. Hierbij zitten ca. 30 seconden "optakeling" en 30 seconden "neer gaan". De feitelijke afschieting duurt slechts 10 seconden, waarna deze nog twee keer terugveert tot lagere hoogtes.
In 2020 kreeg het gebied speed zone, waar Space Shot zich bevindt, een metamorfose. De toren kreeg de kleuren grijs en rood. Daarnaast werd er een zilver geverfde auto verticaal geplaatst op de bovenkant samen met de tekst ''speed zone''. Ook het bedieningshuisje heeft een nieuw uiterlijk gekregen passend bij het themagebied.  

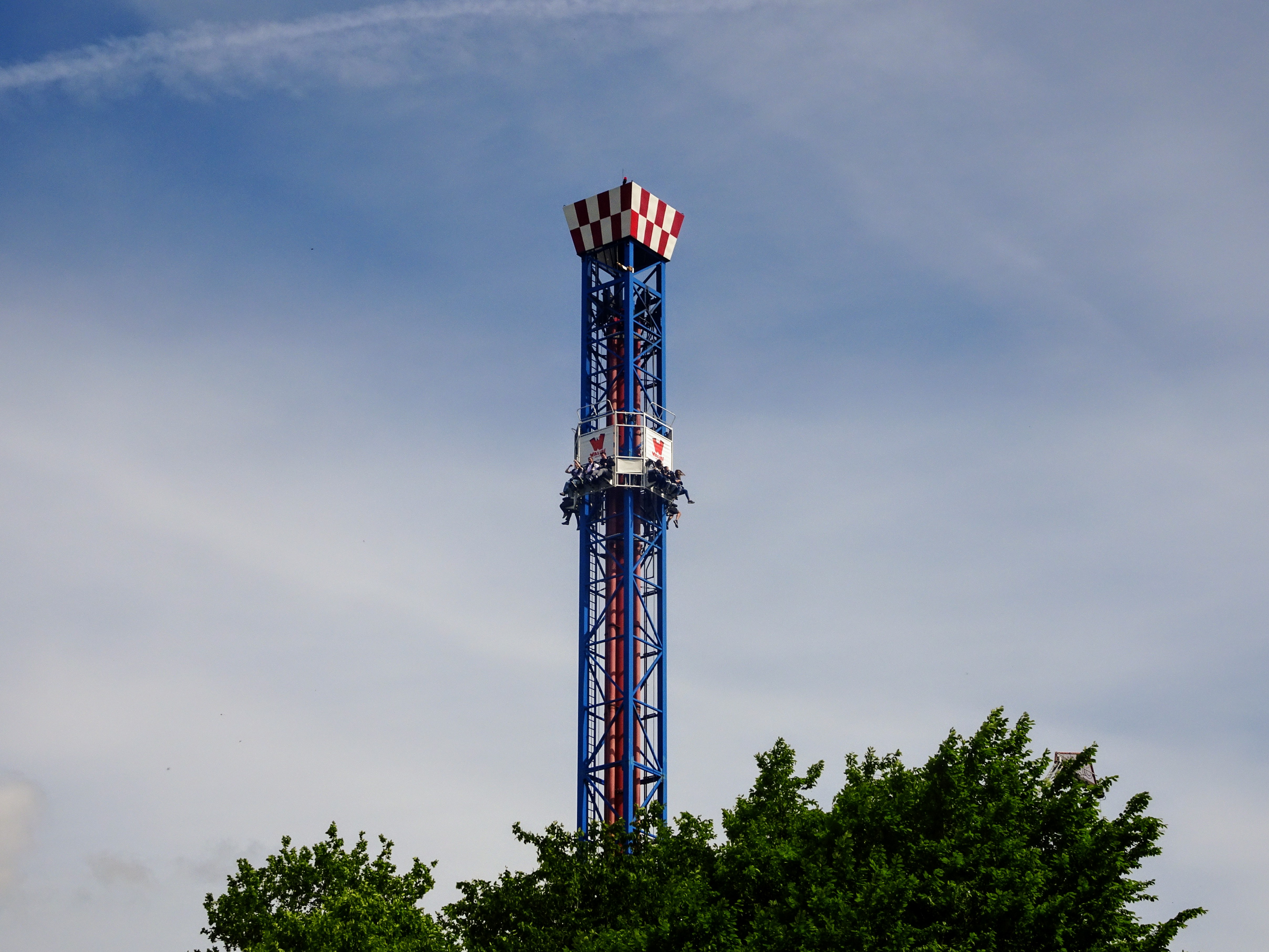

Afbeeldingen · Lijst van attracties